# J'ai jamais
 (septembre 2010).
Si vous disposez d'ouvrages ou d'articles de référence ou si vous connaissez des sites web de qualité traitant du thème abordé ici, merci de compléter l'article en donnant les références utiles à sa vérifiabilité et en les liant à la section « Notes et références ».

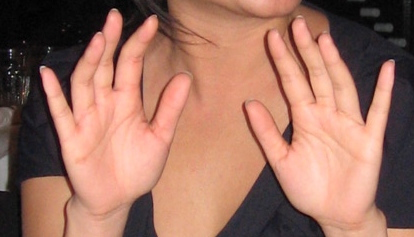
Une femme levant les mains, comme dans le jeu Ten Fingers.

J’ai jamais (également connu sous le nom de Je n’ai jamais) est un jeu d’ambiance populaire qui implique souvent le fait de boire de l’alcool.

## Règles
Il n'y a pas de nombre de joueurs minimum à ce jeu, cependant il fonctionne mieux avec un groupe de 4 personnes ou plus. Les participants sont généralement installés en cercle, un verre plein à la main (le verre contient en général une boisson alcoolisée, mais il est tout à fait possible de jouer avec une boisson non-alcoolisée). Le premier joueur (souvent désigné arbitrairement) énonce une phrase débutant par « Je n’ai jamais », et racontant un acte qu'il n'a supposément jamais accompli. Tous les participants ayant déjà réalisé l’acte en question doivent alors boire une gorgée de leur verre, y compris la personne ayant parlé. 
Le jeu se termine souvent par manque de participants, de faits à proposer, ou parce que les participants sont trop éméchés. Pour éviter le manque de propositions, il existe des applications pour smartphones proposant des phrases.
Les phrases peuvent être de toute nature, mais dérivent souvent, surtout lorsque les boissons sont alcoolisées, vers des questions à caractère sexuel. 
Le jeu a plusieurs objectifs: boire, bien sûr, mais également découvrir et faire découvrir des choses sur soi et sur les autres. Quand une affirmation est surprenante, il est courant de demander des détails à celui ou ceux ayant bu. C'est l'occasion pour chaque joueur de raconter une petite anecdote.

## Au cinéma et à la télévision
Ce jeu apparait, sous sa version anglaise (« Never have I ever »), dans divers médias, tels que les séries The L word, 90210, How I Met Your Mother, le dessin animé Les Griffin, le film Good Morning England, dans la première saison de Lost, dans la série Le Trône de fer, dans la saison 4 de la série Riverdale et dans le film Unfriended. Il a donné son titre anglais à la série originale Netflix Never Have I Ever, (Mes premières fois en version française).Dans la saison 4 de the vampire diaries avec Damon, Elena, Caroline et Stefan